# ولنس، ایس
ولنس، ایس (به فرانسوی: Velennes, Oise) یک کامین در فرانسه است که در Canton of Nivillers واقع شده‌است.

## خصوصیات
ولنس ۶٫۱۷ کیلومترمربع مساحت و ۲۷۱ نفر جمعیت دارد و ۱۲۰ متر بالاتر از سطح دریا واقع شده‌است.